# Antoine Parachini
Antoine Parachini, né le 12 juillet 1897 à Janville-sur-Juine et mort le 9 novembre 1963 à Montreuil, est un footballeur international français.

## Biographie
Il joue au Raincy Sports lors de la saison 1917-1918. Son poste de prédilection est milieu de terrain. Il compte trois sélections en équipe de France de football, France-Angleterre à Paris au stade Pershing en 1924, France-Lettonie au stade de stade de Paris à Saint-Ouen en 1924, France-Uruguay au stade olympique Yves-du-Manoir en 1924.

### Clubs successifs
- FC Sète
- Olympique de Paris

### Carrière
L'intégration d'Antoine en équipe de France s'effectue lors du dernier match de préparation avant les Jeux olympiques d'été de 1924 face aux Anglais, qui ne participent pas à la compétition mais qui constituent toujours la référence suprême en matière de football. En dépit de la défaite, tous les tricolores se comportent honorablement. La suite est moins brillante : Antoine se voit retirer sa carte d'international pour avoir négligé de s'entraîner la veille du quart de finale contre l'Uruguay. De violentes disputes éclatent au sein du groupe France et, victime de ses excès, plus jamais le milieu de terrain ne réapparaît en sélection.

## Palmarès
- Finaliste de la Coupe de France : 1921 et 1924